# Нікітіна Фіонілла Олексіївна
Фіонілла Олексіївна Нікітіна (24 жовтня 1929 — 14 вересня 2019) — мовознавець, доктор філологічних наук, професор. Дослідниця лексикології та семіотики, класичних мов, а також російської та української мов у порівняльному аспекті.

## Біографія
Народилась 24 жовтня 1929 р. у Києві.
У 1948—1953 рр. — навчання на філологічному факультеті Київського державного університету імені Т. Г. Шевченка (далі КДУ ім. Т. Г. Шевченка).
У 1953—1956 рр. — навчання в аспірантурі на кафедрі загального мовознавства і класичної філології філологічного факультету КДУ ім. Т. Г. Шевченка.
У 1956—1964 рр. — викладач, доцент кафедри загального мовознавства і класичної філології філологічного факультету КДУ ім. Т. Г. Шевченка.
У 1964—1980 рр. — завідувач кафедри математичної лінгвістики (до 1969 р. філологічного факультету) на факультету кібернетики КДУ ім. Т. Г. Шевченка.
У 1980—1982 рр. — завідувач кафедри російської мови на підготовчому факультеті КДУ ім. Т. Г. Шевченка.
У 1982—1987 рр. — завідувач кафедри російської мови для іноземців Київського вищого зенітно-ракетного інженерного училища.
У 1987—1998 рр. — професор кафедри загального мовознавства філологічного факультету Київського університету імені Тараса Шевченка.
У 1998—2005 рр. — професор кафедри загального мовознавства Київського інституту перекладачів при Центрі викладання іноземних мов АН України.
У 2005—2007 рр. — професор кафедри загального мовознавства Київського національного університету імені Тараса Шевченка.
У 2007—2016 рр. — професор, завідувач кафедри англійської філології факультету іноземної філології Національного педагогічного університету ім. М. П. Драгоманова.
Померла 14 вересня 2019 р.

## Наукова діяльність
Наукова діяльність Ф. О. Нікітіної присвячена вивченню загального мовознавства (історія лінгвістичних учень, процеси аналогії в українській та спорідненій мовах, сутність, структура і система мов, методи лінгвістичних досліджень), лексикології та семантики, класичних мов, зіставного вивчення української і російської мов.
- 1957 р. — захист кандидатської дисертації на тему «Значення давньогрецької фонетики для порівняльно-історичної фонетики індоєвропейських мов».
- 1973 р. — захист докторської дисертації на тему «Вплив аналогії на словотвір (на матеріалі слов'янських мов)».
- 1974 р. — присвоєно ступінь доктора філологічних наук.
- 1975 р. — присвоєно наукове звання професора.

Досліджувала: фонетику давньогрецької мови як доказової бази стосовно відновлення найдавнішого стану індоєвропейських мов; виникнення та розвиток структурних методів дослідження мови (проблема універсалій, засоби парадигматизації семантики тощо); викладання російської мови як іноземної (практика системного семантичного опису російської мови у контексті її викладання іноземцям); проблеми термінології; розуміння природи, сутності та функцій мови, з позицій антропоцентричного підходу; вплив грецької мови на слов'янські мови; мовні проблеми, спричинені світовими глобалізаційними процесами.

## Основні праці
- «Про походження деяких початкових голосних давньогрецької мови» Київ: Видавництво при Київському державному університеті, 1957. 52 с.
- «Про використання структурних методів у порівняльно-історичному мовознавстві» (1961).
- «Протетические гласные древнегреческого языка как рефлексы индоевропейских щелевых». Вопросы языкознания. 1962. № 1. С. 81-86.
- «Виникнення та розвиток структурних методів дослідження мови» (1965).
- «Моделювання в діахронії» (1966).
- «Уровни лингвистического анализа» (1968).
- «Число і слово». Київ: Наукова думка, 1966. 108 с. (співавтор В. В. Коптілов).
- «Лінгвістика універсалій». Проблеми та методи структурної лінгвістики. 1969. Вип. 2. С. 25-40.
- «Структурні та математичні методи вивчення мови». Київ, 1970. 37 с.
- «Аналогія і словотворчі моделі». Київ: Видавництво при Київському державному університеті, 1971. 51 с.
- «Влияние аналогии на словообразование» Киев: Издательство при Киевском государственном университете, 1973. 198 с.
- «Диахронические стрктурные изменения в лексике и словообразовании». Киев: Вища школа, 1974. 72 с.
- «Семантичні та словотворчі проблеми сучасної термінології». Київ: Видавництво при Київському державному університеті, 1978. 32 с.
- «Деякі типологічні аспекти порівняльного вивчення мов». Мовознавство. 1982. № 3. С. 3-12.
- «Некоторые типологические аспекты описания русского языка как иностранного» (1982).
- «Структурні та математичні методи вивчення мови». Київ: Видавництво при Київському державному університеті, 1987. 36 с.
- «Некоторые особенности номинации в современной терминологии русского языка» (1990).
- «Использование „громоздких“ моделей в современной терминологической номинации» (1990).
- «Лингвистический и культурологический аспекты дешифровки письменности» (1998).
- «Субстратні слова міжнародної термінології». Мова і культура. 2001. Вип. 3,.т 2. С. 140—141.
- «Можливості формування інтернаціоналізмів в умовах глобалізації». Мова і культура. 2003. Вип. 6, т. 4. С. 33-36.
- «Влияние интернационализмов на системы русского и украинского языков». Мова і культура. 2002. Вип. 4, т. 2. С. 196—199.
- «Проникність мовних систем при запозиченнях» Мова і культура. 2005. Вип. 8, т. 3. С. 205—208.
- «Вплив грецької мови на словотвір слов'янських мов». Мова і культура. 2005. Вип. 8, т. 4. С. 250—252.
- «Греко-слов'янські ономастичні паралелі». Компаративні дослідження слов'янських мов і літератур. 2006. Вип. 6. С. 110—112.
- «Античність і сучасність». Мова і культура. 2008. Вип. 10, т. 1. С. 264—264.
- «Вплив калькування на слов'янський словотвір та лексику». Компаративні дослідження слов'янських мов і літератур. Пам'яті академіка Леоніда Булаховського. 2009. Вип. 10. С. 127—130.
- «Етнічне та соціологічне підґрунтя ономастикону». Компаративні дослідження слов'янських мов і літератур. Пам'яті академіка Леоніда Булаховського. 2010. Вип. 12. С. 133—135.
- «Нові запозичення у східнослов'янських мовах (глобалізація очима мовознавця)». Компаративні дослідження слов'янських мов і літератур. Пам'яті академіка Леоніда Булаховського. 2011. Вип. 15. С. 187—191.
- «Компаративістика: минуле і сучасність». Мова і культура. 2012. Вип. 15, т. 6. С. 157—195.
- «Запозичення і переклад в умовах глобалізації». Компаративні дослідження слов'янських мов і літератур. Пам'яті академіка Леоніда Булаховського. 2013. Вип. 23. С. 60-63.
- «Ідентичність мови і глобалізаційні процеси». Компаративні дослідження слов'янських мов і літератур. Пам'яті академіка Леоніда Булаховського. 2014. Вип. 24. С. 132—135.
- «Античність як культурно-мовний арсенал глобалізації та науково-технічного прогресу». Studia linguistica. 2014. Вип. 8. С. 11-12.